# 착한 여자 (영화)
"착한 여자"는 대한민국에서 제작된 경석호 감독의 멜로·로맨스, 드라마 영화이다. 2015년 3월 25일에 개봉했으며 주연서 등이 주연으로 출연하였다.

## 출연

### 주연
- 주연서
- 박건후
- 정태산
- 김정연